# Lokalize
Lokalize — це програма для автоматизованого машинного перекладу, що була написана з нуля, використовуючи платформу KDE 4. Окрім базового редагування .PO та .ODT файлів, підтримує роботу з допоміжним їх форматуванням. В Lokalize інтегрована підтримка глосарію, пам'ять попередніх перекладів, Diff-режим для порівняння версій, що забезпечує покращення якості перекладів, менеджер проєктів та інше.